# Lakhenpur
Lakhenpur é uma cidade no distrito de Kathua, no estado indiano de Jammu e Caxemira.

## Demografia
Segundo o censo de 2001, Lakhenpur tinha uma população de 1521 habitantes. Os indivíduos do sexo masculino constituem 53% da população e os do sexo feminino 47%. Lakhenpur tem uma taxa de literacia de 77%, superior à média nacional de 59,5%: a literacia no sexo masculino é de 81% e no sexo feminino é de 73%. Em Lakhenpur, 12% da população está abaixo dos 6 anos de idade.